# 德昂乡
德昂乡，是中华人民共和国青海省果洛藏族自治州达日县下辖的一个乡镇级行政单位。

## 行政区划
德昂乡下辖以下地区：
唐什加牧委会、莫日合牧委会和康隆牧委会。